# Georgsglocke (Langenbach im Taunus)
Die Georgsglocke der evangelischen Kirche von Langenbach im Taunus ist eine der ältesten Glocken des Nassauer Landes und stammt aus dem Jahr 1444. Sie ist von dem namhaften Glockengießer Christian Duisterwalt aus Köln gefertigt worden.

## Merkmale
Der Durchmesser beträgt 810 mm. Äußere Gestaltung: Krone mit runden Bügeln, ein hoher Mittelbügel. Einzeilige Minuskelinschrift zwischen zwei gedrehten Bändern:
(Kreuzigungs-Relief) O +++ (Rosette) REX +++ GLORIE +++ VENI +++ CUM +++ PACE +++ CRISTIANI +++ DUISTERWALT +++ ME +++ FECIT +++ ANNO DOMINI MCCCCXLIIII +++.(O König der Herrlichkeit, komme mit Frieden. Christian Duisterwalt hat mich gemacht im Jahre des Herrn 1444).
Unter dem Relief des Gekreuzigten: Hl. Antonius mit Nimbus, Kutte, den Pilgerstab in der Rechten; links: ein Strauch, davor ein Schwein. Des Weiteren: Pilgerzeichen von Bad Wilsnack – Bluthostien; - Madonna, heiliger Georg. Stege: 1 auf der Schulter, 2 auf der Haubenmitte, 3 auf dem Wolm, 2 auf dem Schlagring.

## Weitere Glocken
Christian Duisterwalt, Sohn des Glockengießers Johann Duisterwalt, Vater des Glockengießers Sifart Duisterwalt schuf u. a. auch die kleinste der zehn Glocken (Zimbel) der romanischen Kirche St. Kunibert in Köln (1422), der romanischen Jesuitenkirche St. Peter in Köln (1416), St. Johannes Baptist, Bruchhausen (1423), St. Nikolaus in Zülpich-Füssenich (1427), St. Matthias in Zülpich-Oberelvenich (1428), St. Martinus in Euskirchen-Esch (1429), St. Margareta in Wachtberg-Adendorf (1440).